# Amphicoma abdominalis
Amphicoma abdominalis är en skalbaggsart som beskrevs av Fabricius 1781. Amphicoma abdominalis ingår i släktet Amphicoma och familjen Glaphyridae.

## Underarter
Arten delas in i följande underarter:
- A. a. aemiliana
- A. a. binaghii